# 7054 Brehm
7054 Brehm este un asteroid din centura principală de asteroizi.

## Descriere
7054 Brehm este un asteroid din centura principală de asteroizi. A fost descoperit pe 6 aprilie 1989 la Tautenburg de Freimut Börngen. El prezintă o orbită caracterizată de o semiaxă mare de 2,25 ua, o excentricitate de 0,12 și o înclinație de 6,9° în raport cu ecliptica.